# NGC 7748
NGC 7748 (другое обозначение — SAO 20818) — звезда в созвездии Цефей.
Этот объект входит в число перечисленных в оригинальной редакции «Нового общего каталога».